# Herdenkingshal van Chiang Kai-shek

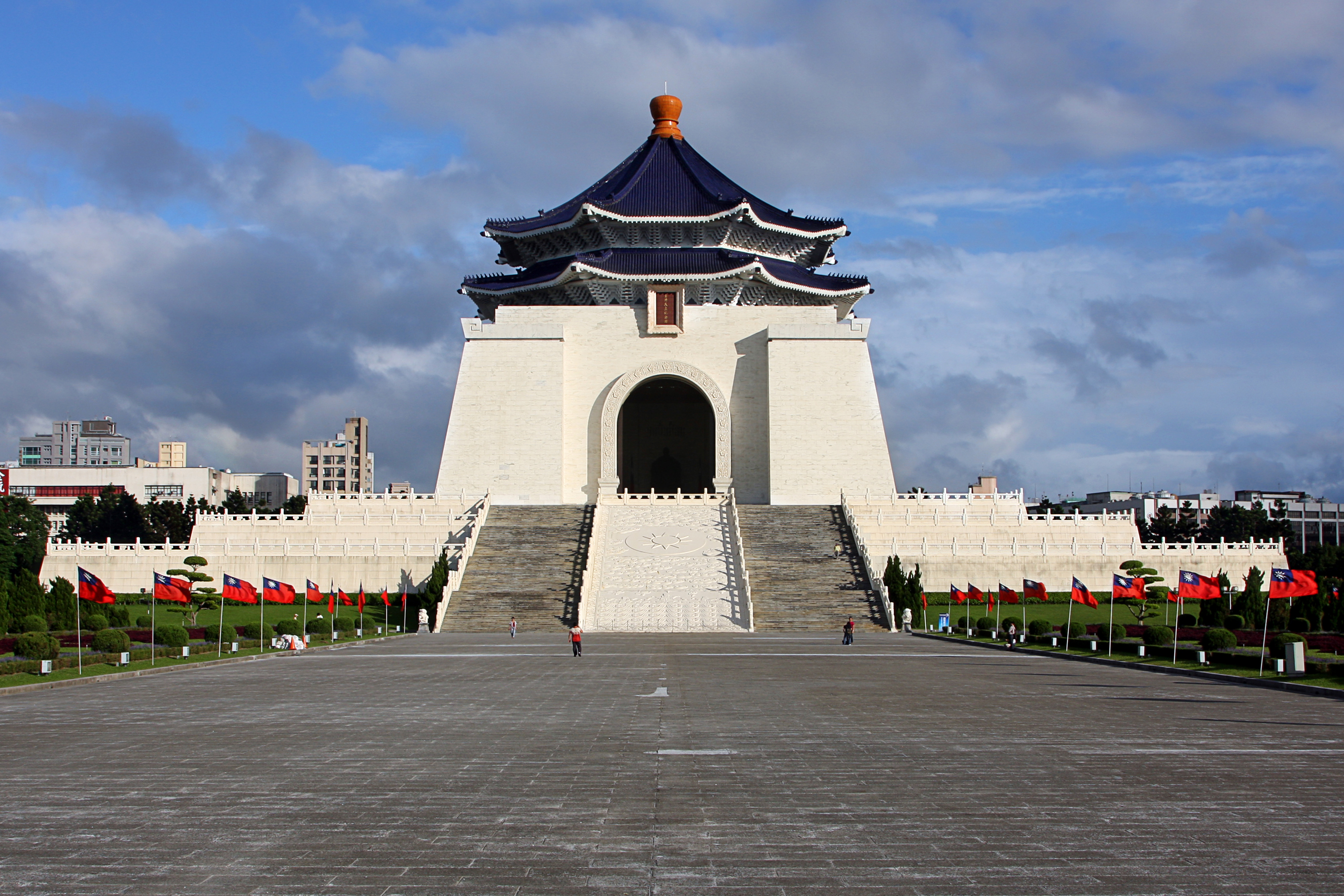
De herdenkingshal van Chiang Kai-shek

De herdenkingshal van Chiang Kai-shek (Chinees: 國立 中正 紀念堂) is een nationaal monument ter nagedachtenis van Chiang Kai-shek, voormalig dictator en president van de Republiek China (Taiwan). Het ligt in het Zhongzhengdistrict in de hoofdstad Taipei.
Het gebouw is rechthoekig met witte muren. Het dak is blauw en achthoekig; in Azië wordt het getal acht geassocieerd met overvloed en geluk. Het blauw en wit komen ook terug in de vlag van de Kwomintang en Taiwan. Twee witte trappen met elk 89 treden, gelijk aan de leeftijd die Chiang heeft bereikt, leiden naar de hoofdingang. Het gebouw heeft een oppervlakte van 15.000 m² en is zo'n 70 meter hoog. Op de begane grond bevinden zich een bibliotheek en een museum over het leven van Chiang Kai-shek en de geschiedenis van Taiwan. Op het bovenste niveau is een grote hal met daarin een groot standbeeld van Chiang. Het beeld staat met het gezicht gericht naar het westen, naar het vasteland van China.
Na het overlijden van Chiang op 5 april 1975 gaf het begrafeniscomité de opdracht voor een gedenkteken. Uit diverse inzendingen werd het ontwerp van architect Yang Cho-cheng geselecteerd. Zijn ontwerp bevatte veel elementen uit de traditionele Chinese architectuur. Op 31 oktober 1976, de 90e verjaardag van Chiang, werd met de bouw aangevangen. De officiële opening vond plaats op 5 april 1980, precies vijf jaar na zijn overlijden. Het hoofdgebouw staat aan de oostkant van een park met een oppervlakte van 24 hectare.
Bij de ingang van het park staat een grote poort van 30 meter hoog en 80 meter breed. Deze is gemaakt van wit beton en bestaat uit vijf bogen, zes pilaren en elf daken.

## Galerij

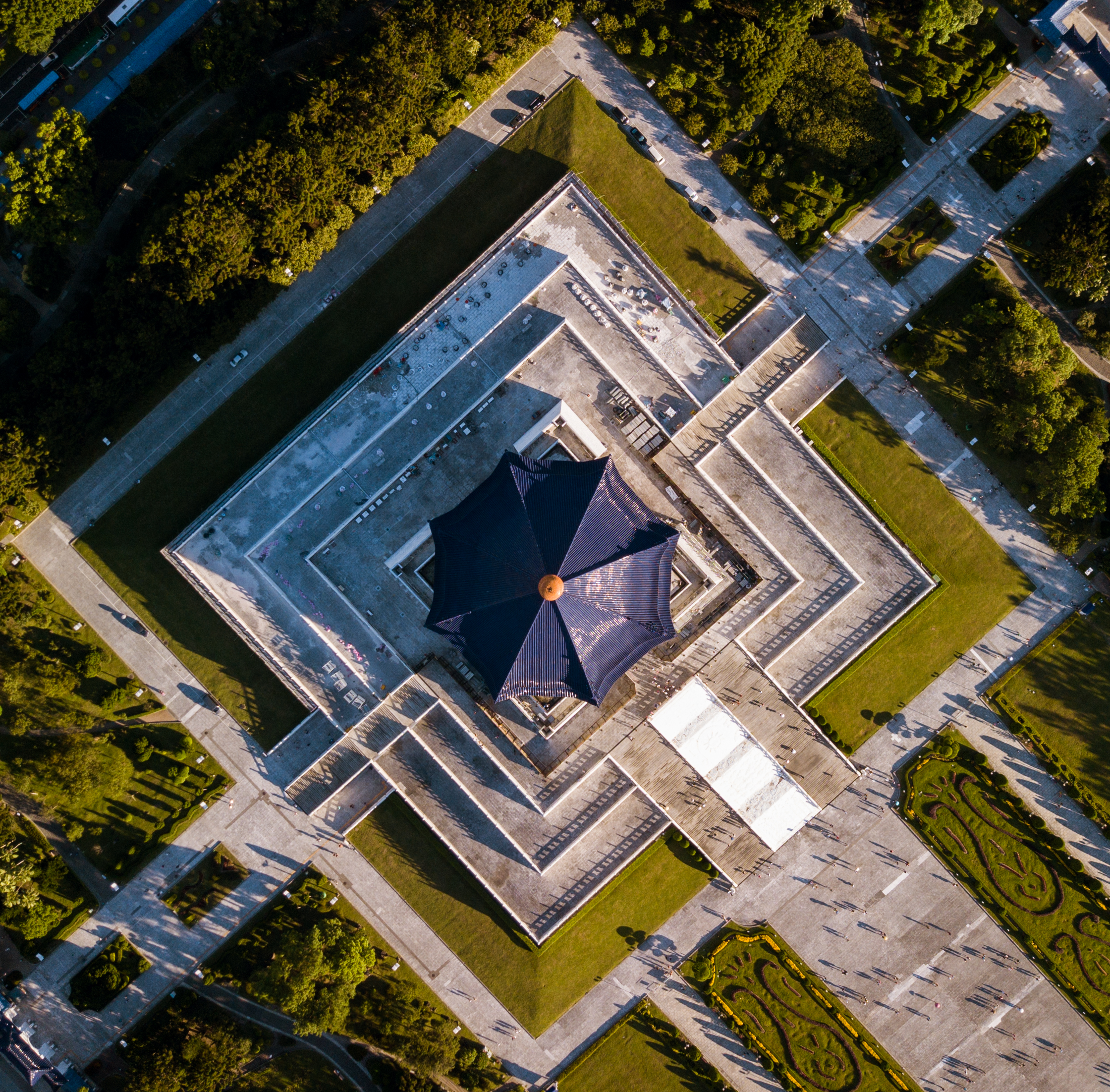
Bovenaanzicht
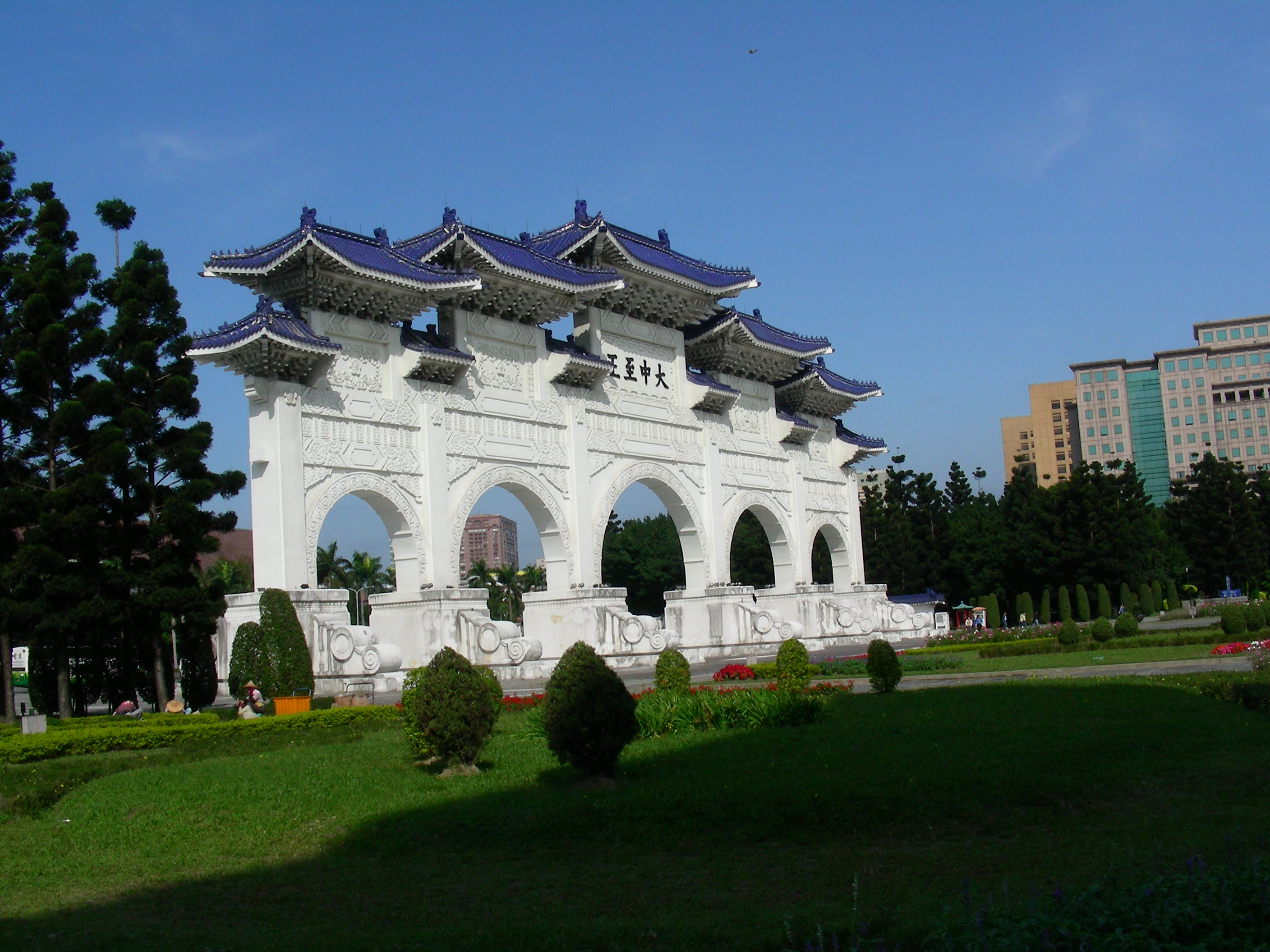
De hoofdpoort
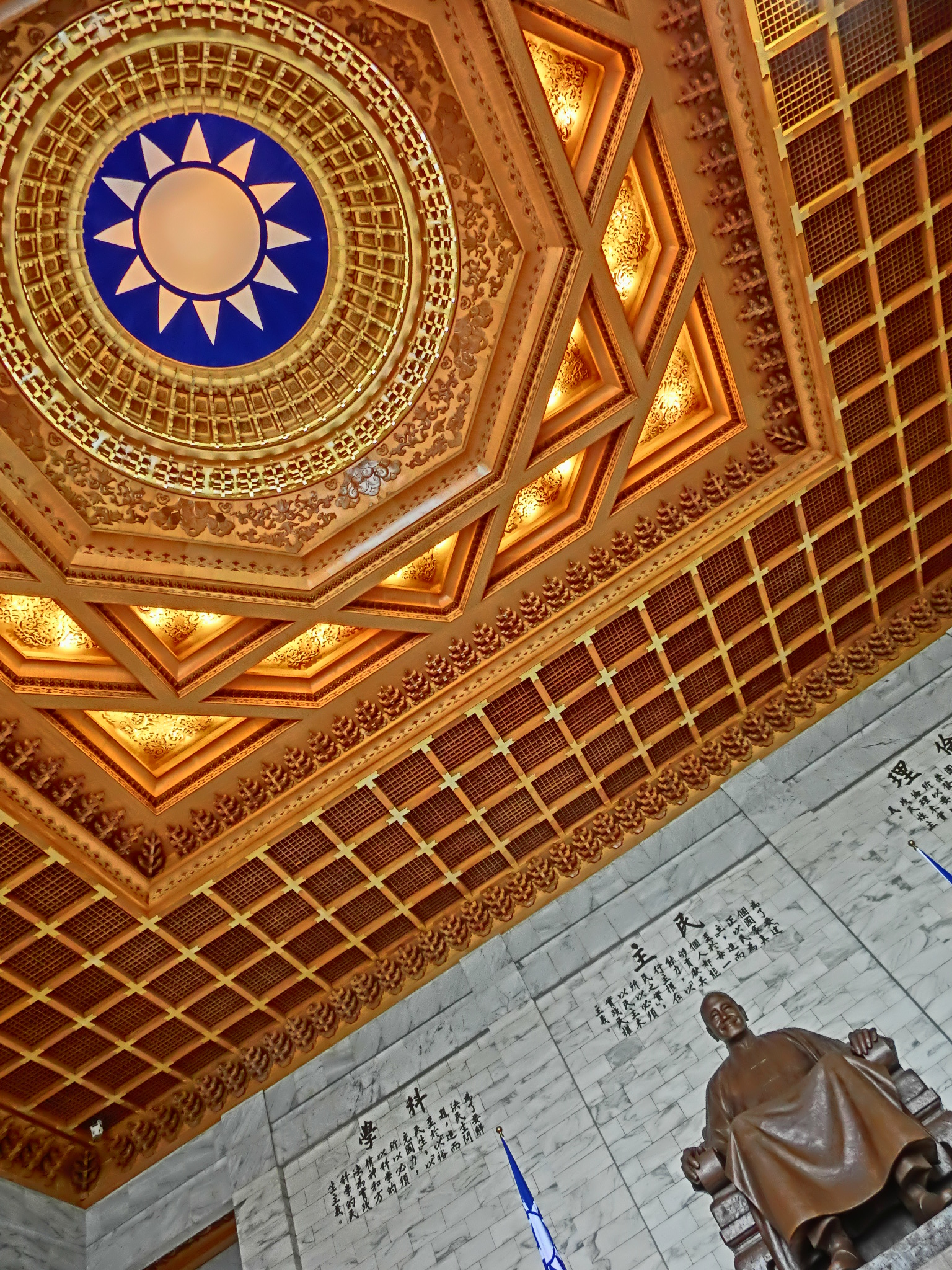
In het plafond is het Kwomintang-symbool verwerkt
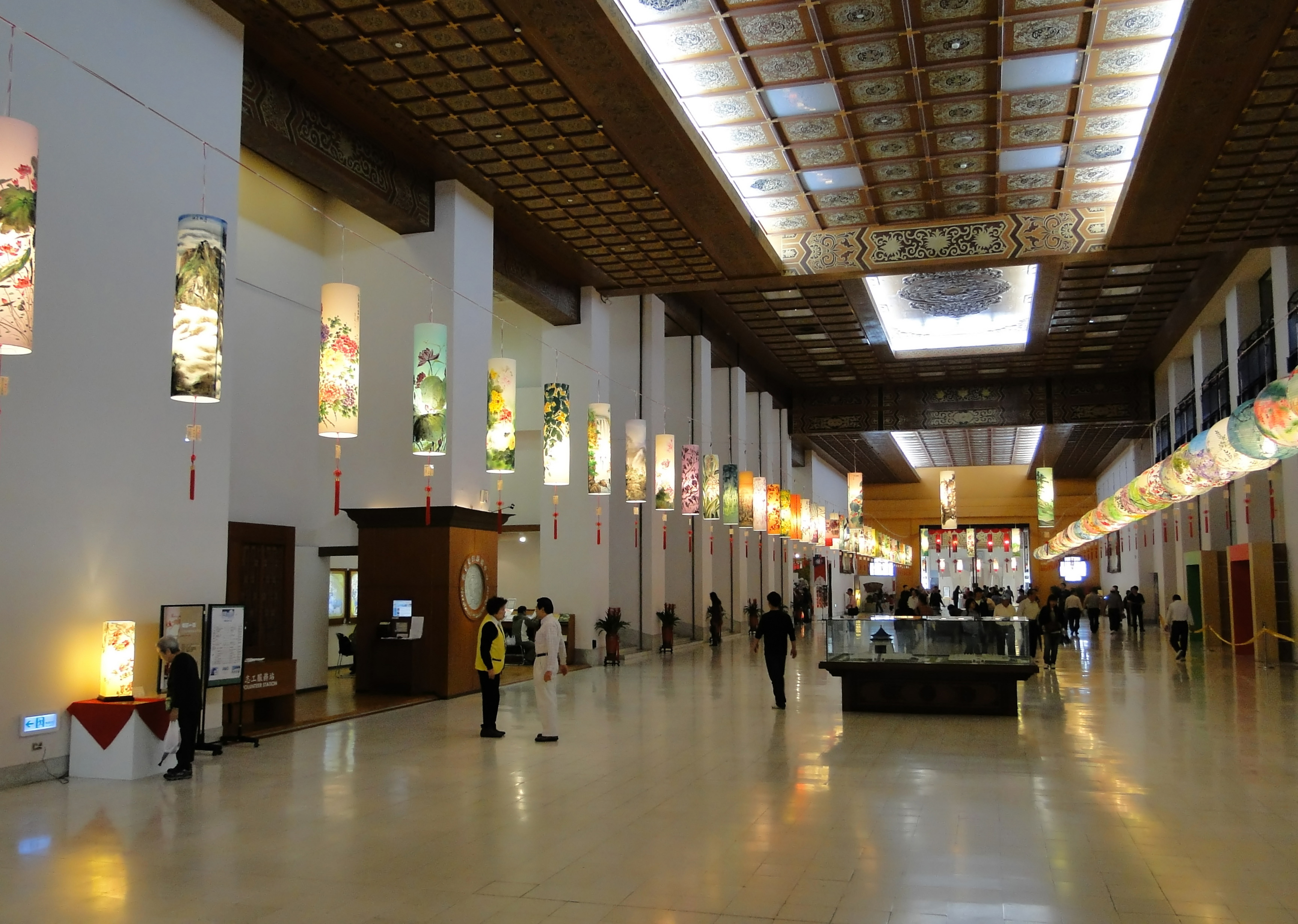
De tentoonstellingsruimte op de begane grond